# Adamant
Adamant, Adamas, Adamantit, Adamantium und ähnliche Wörter bezeichnen fiktive, sehr harte Metalle, Minerale, Kristalle oder (Halb-)Edelsteine. Ebenso wie Diamant und Adamantan, lässt sich das Wort „Adamant“ von altgriechisch ἀδάμας adámas ableiten, welches etwa ‚unbezwingbar‘ bedeutet.
In der Antike wurde Adamant vorwiegend auf Metalle bezogen, im Mittelalter sprach man von einem Mineral. In der heutigen Zeit wird der Begriff Adamant vorwiegend in der Unterhaltungsliteratur sowie in Computer-, Pen-&-Paper-Rollenspielen und Comics als Synonym für besonders robuste Metalle verwendet.
Harte Eisenlegierungen und Eisen mit geringem Kohlenstoffanteil waren insbesondere in der Antike so selten, dass sie als besonders wertvoll angesehen wurden. Später entdeckte man, dass Edelsteine ebenso hart sind, und übertrug diesen Begriff auf die härtesten Edelsteine.  Als Adamant wurden vorwiegend Diamanten und Saphire sowie Eisen, Eisenlegierungen mit Magnetit bzw. Eisenstahl bezeichnet. Diamanten und Saphire konnte man jedoch nicht immer genau unterscheiden, daher wurden sowohl der Diamant als auch der Saphir als Adamas bezeichnet.

## Beispiele
- In der griechischen Mythologie entmannt Kronos seinen Vater Uranos mit einer „gezähnten Sichel von grauem Adamant“[1] – anders als Eisen konnte dieser Werkstoff auch Götter verletzen.
- Bei Hesiod heißt es vom Schild des Herakles: „Auf das mächtige Haupt setzte er den Helm, den gutgearbeiteten, kunstvollen aus Adamas.“[2]
- Bereits 300 v. Chr. wurde Adamant von Theophrastos von Eresos als Name für Magnetit verwendet.
- In der ersten Hälfte des dritten Jahrhunderts wurde Adamant im Perlenlied der gnostischen Hymnen nach Judas Thomas (Thomasakten) erwähnt. (kai hôplisan me tô(i) adamanti ‚Sie gürteten mich mit Adamant/dem ‚Diamant‘, der Eisen ritzt.‘)
- Der deutsch-jüdische Schriftsteller Werner Kraft (1896–1991) nannte ein sehr kurzes Gedicht Adamant: „Ich bin schwach / ich gebe nicht nach.“[3]
- In J. R. R. Tolkiens Der Herr der Ringe ist oft von Adamant als Edelstein zu lesen; so ist etwa die Krone von Gondor mit vielen Adamantsteinen besetzt. Auf dem Ring der Galadriel, einem der drei großen Ringe der Elben namens Nenya, war ebenfalls ein Adamant. Außerdem bestand der Turm von Barad-dûr auch aus diesem Mineral.
- Im Marvel- und speziell im X-Men-Universum ist Adamantium eine extrem schwer zu bearbeitende und nach ihrer Aushärtung unzerstörbare Legierung, mit der im Rahmen eines militärischen Geheimprojektes namens Waffe X (englisch Weapon X) u. a. das Skelett der Figuren Wolverine und Lady Deathstrike ummantelt wurde.
- Mehrere britische Schiffe erhielten den Namen Adamant, zum einen ein Linienschiff gebaut 1780, ein Handelsschiff gebaut 1811 und das U-Boot-Versorgungsschiff (A164) in den 1940er Jahren.
- Die Hände von Violet Evergarden sind aus Adamant hergestellt.
- In Is it Wrong to Try to Pick Up Girls in a Dungeon? wird Adamant als Material zur Herstellung von hochwertigen Waffen verwendet.